# Vojo Todorović
Vojo Todorović (nom de guerre Zaharija Lere), hrvaški komunist, general, enciklopedist in narodni heroj, * 12. marec 1914, Mostar, † 5. oktober 1990, Beograd.
Leta 1933 je postal član SKOJa, leta 1934 pa član KPJ. Med letoma 1937 in 1939 je sodeloval v španski državljanski vojni. Po aprilski vojni je leta 1941 vstopil v NOG. Drugo svetovno vojno je končal kot poveljnik 10. divizije.
Bil je glavni urednik 1. izdaje Vojne enciklopedije.